# Fennimore (condado de Grant, Wisconsin)
Fennimore es un pueblo ubicado en el condado de Grant en el estado estadounidense de Wisconsin. En el Censo de 2010 tenía una población de 612 habitantes y una densidad poblacional de 6,82 personas por km².

## Geografía
Fennimore se encuentra ubicado en las coordenadas 42°59′19″N 90°36′15″O / 42.98861, -90.60417. Según la Oficina del Censo de los Estados Unidos, Fennimore tiene una superficie total de 89.76 km², de la cual 89.76 km² corresponden a tierra firme y (0%) 0 km² es agua.

## Demografía
Según el censo de 2010, había 612 personas residiendo en Fennimore. La densidad de población era de 6,82 hab./km². De los 612 habitantes, Fennimore estaba compuesto por el 98.69% blancos, el 0.33% eran afroamericanos, el 0.16% eran amerindios, el 0.33% eran asiáticos, el 0% eran isleños del Pacífico, el 0.33% eran de otras razas y el 0.16% pertenecían a dos o más razas. Del total de la población el 2.61% eran hispanos o latinos de cualquier raza.